# Guovssonásti
Guovssonásti (svenska: morgonstjärnan) är ett samiskt politiskt parti bildat 2005 ur det tidigare Renägarförbundet. Partiledare är Lars Miguel Utsi och Marita Stinnerbom.

## Historik
Guovssonásti är ett samiskt politiskt parti till Sametinget och bildades 2005 ur det tidigare Renägarförbundet. Partiet hade tre mandat i Sametinget under perioden 2005–2009. Vid valet 2009 erhöll partiet ytterligare ett mandat, och förutom Per-Mikael Utsi, den dåvarande ordföranden, representerades partiet av Lars Jon Allas, vice ordföranden Karin Vannar samt Marita Stinnerbom. 
Under mandatperioden 2017–2021 ledde Guovssonásti Sametingets styrelse, tillsammans med Samelandspartiet, Samerna, Samiska Folkomröstningspartiet och Vuovdega

### Ledamöter i Sametinget
Vid valet 2005 fick partiet tre mandat i Sametinget, vilka gick till:
- Per Mikael Utsi, partiledare
- Inger Baer-Omma
- Lars Jon Allas

Vid valet 2009 fick partiet fyra mandat i Sametinget, vilka gick till:
- Per Mikael Utsi, partiledare
- Marita Stinnerbom
- Karin Vannar
- Jovna Allas

Vid valet 2013 fick partiet tre mandat i Sametinget, vilka gick till:
- Per Mikael Utsi, partiledare
- Marita Stinnerbom
- Anne Kuhmunen

Vid valet 2017 fick partiet fem mandat i Sametinget, vilka gick till: 
- Lars Miguel Utsi, partiledare
- Marita Stinnerbom, partiledare
- Lars-Jon Allas
- Karin Vannar
- Anne Kuhmunen

Vid valet 2021 fick partiet fem mandat i Sametinget, vilka gick till: 
- Lars Miguel Utsi, partiledare
- Marita Stinnerbom, partiledare
- Mari-Ann Nutti
- Karin Vannar
- Nils-Johan Labba

## Partiledare
- 2005–2016 Per Mikael Utsi
- 2016–2022 Lars Miguel Utsi
- 2016–2022 Marita Stinnerbom

## Valresultat
| År   | Röster | Procent | Mandat |
| ---- | ------ | ------- | ------ |
| 2005 | 411    | 9,12 %  | 3 / 31 |
| 2009 | 625    | 13,54 % | 4 / 31 |
| 2013 | 450    | 9,96 %  | 3 / 31 |
| 2017 | 786    | 15,60 % | 5 / 31 |
| 2021 | 976    | 16,34 % | 5 / 31 |